# Застава фехтувальників
«Застава фехтувальників» (англ. Piket Fences, «штахети») — американський сімейний драматичний телесеріал про мешканців містечка Роум, штат Вісконсин, створений і спродюсований Девідом Келлі. Шоу транслювалося з 18 вересня 1992 року по 26 червня 1996 року на телеканалі CBS у США, усього в чотирьох сезонах вийшло 88 серій.
Інколи телесеріалу було важко підтримувати стабільну аудиторію в прайм-таймі, його рейтинги постійно коливалися, частково через те, що серіал виходив у час, який в Америці отримав назву «смертельного п'ятничного вечірнього слота» (англ. Friday night death slot). У своєму першому сезоні в ефірі він посів 63-тє місце в рейтингу Нільсена у прайм-таймі, а в другому сезоні перемістився на 61-ше місце.
Натурні сцени серіалу знімалися в передмісті Лос-Анджелеса, Монровії (штат Каліфорнія), і на задньому плані епізодів з'являється багато жителів міста.

## Огляд
Серіал розповідає про життя жителів маленького містечка Роум («Рим»), штат Вісконсин, де відбуваються дивні речі, зокрема вибухи вим'я корів та трупи людей, знайдені в морозильних камерах. У шоу підіймалися теми, незвичайні для прайм-тайму першої половини 1990-х років: аборти, інцест, гомофобія та усиновлення дітей представниками ЛГБТ, транссексуальність, расизм, віра в Бога, медична етика, конституційні права, полігамія, поліаморія, підліткова сексуальність, зґвалтування на побаченні, кріоніка, Голокост, взуттєвий фетишизм, мастурбація, жертвопринесення тварин, самозаймання людини. Для зображення теми до звичайного акторського складу включали суддю, двох адвокатів і судово-медичного експерта. В епізодах серіалу обговорювалися релігійні питання, зокрема стосунки адвоката Дугласа Вамбо з місцевою синагогою, також часто повторюваними персонажами були католицькі та єпископальні священники містечка.

### Сім'я Броків
Шериф Джиммі Брок (актор Том Скеррітт) намагається підтримувати порядок у суспільстві. Шерифу Броку 52 роки, він удруге одружений — із міською лікаркою Джил (Кеті Бейкер) Пара виховує трьох дітей: Кімберлі (Голлі Марі Комбс) від першого шлюбу Джиммі з Лідією Брок (Крістін Роуз), Метью (Джастін Шенкароу) і Закарі (Адам Вайлі).

### Офіс шерифа
Макс (Максін) Стюарт (Лорен Голлі) і Кенні Лакос (Костас Менділор) — імпульсивні та трохи незрілі помічники шерифа. Серед інших працівників офісу шерифа — судмедексперт Картер Пайк (Келлі Коннелл) та диспетчерка Джінні Відон (Зельда Рубінштейн).

### Будинок суду
Пихатий адвокат Дуглас Вамбо (Файвуш Фінкель) зазвичай дратував суддю Генрі Боуна (Рей Волстон). Вамбо відмовляється вислуховувати будь-які зізнання провини від своїх клієнтів, оскільки побоюється, що це завадить належному захисту в суді; здається, що у своїх рішеннях Боун керується більше своїм власним моральним компасом, ніж положеннями права, але його рішення майже ніколи не скасовувалися. Після того як кілька прокурорів прийшли і пішли, до акторського складу в ролі Джона Літтлтона приєднався актор Дон Чідл.

### Городяни
Серед інших акторів постійного складу були: Марлі Матлін у ролі мера Лорі Бей («Танцюючого бандита»), Річард Мазур у ролі Еда Лоусона; Рой Броксміт у ролі директора початкової школи Майкла Осло; Джек Мердок у ролі Гарольда Лундстрома, міського радника з етичними проблемами; Рой Дотріс у ролі католицького священника отця Гері Баррета; Даббс Грір у ролі священника місцевої єпископальної церкви преподобного Генрі Новотни.

### Мери міста
У серіальному місті Роум часто змінювалися мери, яких спіткали дивні долі.
- Мер Білл Пуген (Майкл Кінан) — самозаймання після його засудження за вбивство.
- Мер Рейчел Гарріс (Лі Тейлор-Янг) — звільнення з посади через участь у фільмі для дорослих 25 років тому.
- Виконувач обов'язки мера Говард Басс (Роберт Корнтвейт) — страждав на хворобу Альцгеймера, смертельно поранений своїм сином.
- Виконувачка обов'язків мера Джилл Брок (Кеті Бейкер) — ув'язнена через шкільні автобуси; відмовилася від участі у виборах.
- Мер Ед Лоусон (Річард Мазур) — похований у морозильній камері своєю дружиною, потім обезголовлений.
- Мер Лорі Бей (Марлі Метлін — обрана мером наприкінці третього сезону, попри судове засудження за пограбування банку («Танцюючий бандит»). Їй запропонували роботу мера в рамках 3000 годин громадських робіт. Вона повертається після закінчення декретної відпустки.
- Виконувачка обов'язків мера Максін Стюарт (Лорен Голлі) — виконувала обов'язки мера під час декретної відпустки Лорі Бей; поранена фанатом радіоведучого.

## Акторський склад
| Актори            | Ролі            | Сезони               | Сезони               | Сезони               | Сезони               |
| Актори            | Ролі            | 1                    | 2                    | 3                    | 4                    |
| ----------------- | --------------- | -------------------- | -------------------- | -------------------- | -------------------- |
| Основні           |                 |                      |                      |                      |                      |
| Том Скеррітт      | Джиммі Брок     | Основний персонаж    | Основний персонаж    | Основний персонаж    | Основний персонаж    |
| Кеті Бейкер       | Джилл Брок      | Основний персонаж    | Основний персонаж    | Основний персонаж    | Основний персонаж    |
| Лорен Голлі       | Максін Стюарт   | Основний персонаж    | Основний персонаж    | Основний персонаж    | Основний персонаж    |
| Костас Менділор   | Кенні Лакос     | Основний персонаж    | Основний персонаж    | Основний персонаж    | Основний персонаж    |
| Голлі Марі Комбс  | Кімберлі Брок   | Основний персонаж    | Основний персонаж    | Основний персонаж    | Основний персонаж    |
| Джастін Шенкароу  | Метью Брок      | Основний персонаж    | Основний персонаж    | Основний персонаж    | Основний персонаж    |
| Адам Вайлі        | Закарі Брок     | Основний персонаж    | Основний персонаж    | Основний персонаж    | Основний персонаж    |
| Файвуш Фінкель    | Дуглас Вамбо    | Періодичний персонаж | Основний персонаж    | Основний персонаж    | Основний персонаж    |
| Келлі Коннелл     | Картер Пайк     | Періодичний персонаж | Основний персонаж    | Основний персонаж    | Основний персонаж    |
| Зельда Рубінштейн | Джинні Відон    | Основний персонаж    | Основний персонаж    |                      |                      |
| Дон Чідл          | Джон Літтлтон   |                      | Періодичний персонаж | Основний персонаж    | Основний персонаж    |
| Марлі Матлін      | Лорі Бей        |                      | Запрошена зірка      | Основний персонаж    | Основний персонаж    |
| Рей Волстон       | Генрі Боун      | Періодичний персонаж | Основний персонаж    | Основний персонаж    | Основний персонаж    |
| Періодичні        |                 |                      |                      |                      |                      |
| Даббс Грір        | Генрі Новотони  | Періодичний персонаж | Періодичний персонаж | Періодичний персонаж | Періодичний персонаж |
| Рой Дотріс        | Гері Барретт    | Періодичний персонаж | Періодичний персонаж | Періодичний персонаж | Періодичний персонаж |
| Рой Броксміт      | Майкл Осло      | Періодичний персонаж | Періодичний персонаж | Періодичний персонаж | Періодичний персонаж |
| Денис Арндт       | Франклін Делл   | Періодичний персонаж | Періодичний персонаж | Періодичний персонаж | Періодичний персонаж |
| Сем Андерсон      | Дональд Моррелл | Періодичний персонаж | Періодичний персонаж | Періодичний персонаж |                      |
| Майкл Кінан       | Білл Пуген      | Періодичний персонаж | Періодичний персонаж |                      |                      |
| Роберт Корнтвейт  | Говард Басс     | Періодичний персонаж | Періодичний персонаж |                      |                      |
| Елізабет Мосс     | Синтія Паркс    | Періодичний персонаж | Періодичний персонаж | Періодичний персонаж |                      |
| Лі Тейлор-Янг     | Рейчел Гарріс   |                      | Періодичний персонаж | Періодичний персонаж |                      |
| Річард Масур      | Ед Лоусон       |                      | Запрошена зірка      | Періодичний персонаж |                      |
| Емі Акіно         | Джоанна Даймонд |                      |                      |                      | Періодичний персонаж |
| Меттью Глейв      | Бад Скітер      |                      |                      |                      | Періодичний персонаж |

## Сезони та епізоди
| Сезони | Епізоди | Прем'єрний показ | Прем'єрний показ |
| Сезони | Епізоди | початок          | завершення       |
| ------ | ------- | ---------------- | ---------------- |
| 1      | 23      | 18 вересня 1992  | 6 травня 1993    |
| 2      | 22      | 22 жовтня 1993   | 13 травня 1994   |
| 3      | 22      | 23 вересня 1994  | 12 травня 1995   |
| 4      | 22      | 22 вересня 1995  | 26 червня 1996   |

## Кросовери
Серіал мав два перехресних епізоди з іншим серіалом Девіда Келлі, «Чиказька надія», по одному в кожному із серіалів. У першому, в «Заставі фехтувальників», доктор Джилл Брок супроводжує Дугласа Вамбо до чиказької лікарні «Гоуп» («Надія») через проблеми із серцем. У другому, в «Чиказькій надії», Вамбо повертається в лікарню, створюючи проблеми лікарям. Пізніше виконавиця роді Джил Брок, акторка Лорен Голлі, приєдналася до акторського складу «Чиказької надії» в ролі доктора Джеремі Генлон. Також у серіалі з'являвся актор Том Скеррітт, виконавиць ролі шерифа Брока в «Заставі фехтувальників».
| Телесеріали              | Сезон | Епізод | Назва епізоду       | Дата ефіру         |
| ------------------------ | ----- | ------ | ------------------- | ------------------ |
| «Застава фехтувальників» | 3     | 7      | «Бунтарі з причини» | 11 листопада 1994  |
| «Чиказька надія»         | 1     | 13     | «Маленькі жертви»   | 23 січня 1995 року |

Крім того, одного дня Девід Келлі та Кріс Картер (творець серіалу «Цілком таємно») розмовляли на автостоянці на території компанії Fox і подумали, що було б цікаво, щоб Малдер і Скаллі відвідали місто Роум в епізоді «Цілком таємно». Спочатку ці два шоу знімали з різних точок зору — одне з точки зору «Цілком таємно», а інше — «Застави фехтувальників». Офіційного схвалення Fox і CBS так і не дали, тож єдині залишки цієї роботи — це по одному епізоду 1994 року в кожному серіалі, які мають подібні сюжетні лінії за участю корів із незначними натяками на інший телесеріал.
| Телесеріали              | Сезон | Епізод | Назва епізоду    | Дата ефіру          |
| ------------------------ | ----- | ------ | ---------------- | ------------------- |
| «Застава фехтувальників» | 3     | 10     | «Там, у яслах»   | 16 грудня 1994 року |
| «Цілком таємно»          | 2     | 10     | «Червоний музей» | 9 грудня 1994 року  |

## Адаптація
Серіал був адаптований в Індії мовою гінді компанією UTV Software Communications та транслювався на каналі StarPlus у 2002—2005 роках під назвою «Kehta Hai Dil» («Що каже серце?»). Однак індійська версія з часом повністю відхилилася від сюжету «Застави фехтувальників».

## Сприйняття
На вебсайті агрегатора рецензій Rotten Tomatoes рейтинг фільму складає 82 % (фінальний сезон — 100 % «свіжості»). Середньозважена оцінка на вебсайті Metacritic становить 60 балів зі 100 на основі думки 17 критиків, вказуючи на «змішані» рецензії; оцінка глядачів — 8,3/10.

### Нагороди та номінації
За чотири роки серіал «Застава фехтувальників» здобув 14 нагород «Еммі» (у тому числі двічі як «Найкращий драматичний серіал») і одну нагороду «Золотий глобус».
Серіал набув значну кількість прихильників, для яких відбувся повторний показ у Західній Європі. У Канаді серіал вийшов повторно французькою мовою на каналі Canadian Broadcasting Corporation під назвою «Bienvenue à Rome, USA».
У 1997 році епізод «Серце суботнього вечора» посів 96-те місце в списку 100 найкращих епізодів усіх часів TV Guide.
У 2002 році персонаж Дугласа Вамбо посів 47-ме місце в рейтингу TV Guide — 50 найкращих телевізійних персонажів усіх часів.